# Ryutaro Shibata
Ryutaro Shibata (født 25. november 1992) er en japansk fodboldspiller.
Han har spillet for flere forskellige klubber i sin karriere, herunder Matsumoto Yamaga FC.